# Diözese Feldkirch

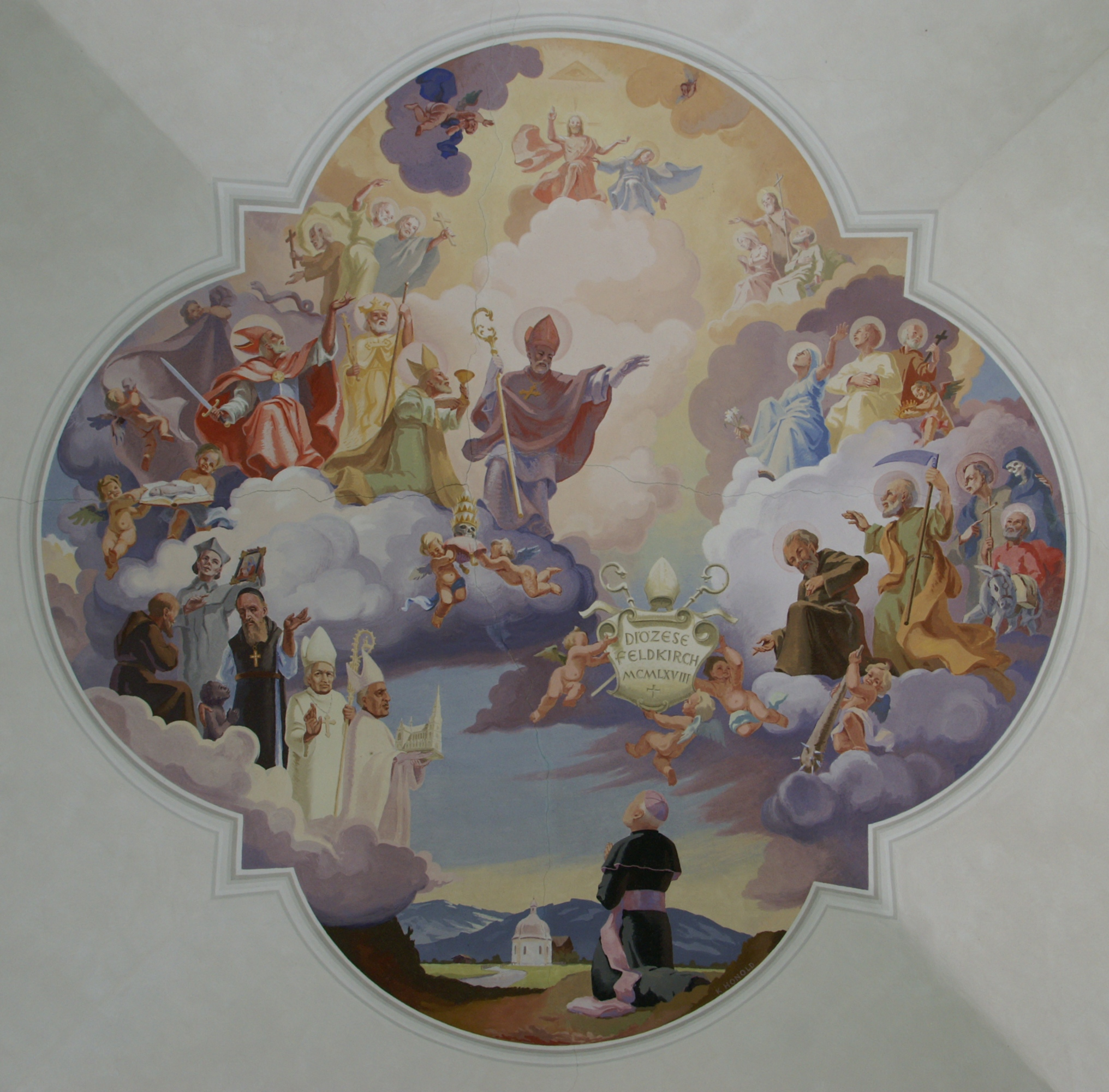
Deckenbild Gründung der Diözese Feldkirch von Konrad Honold in der Kapelle hl. Anna auf dem Felde in Lingenau

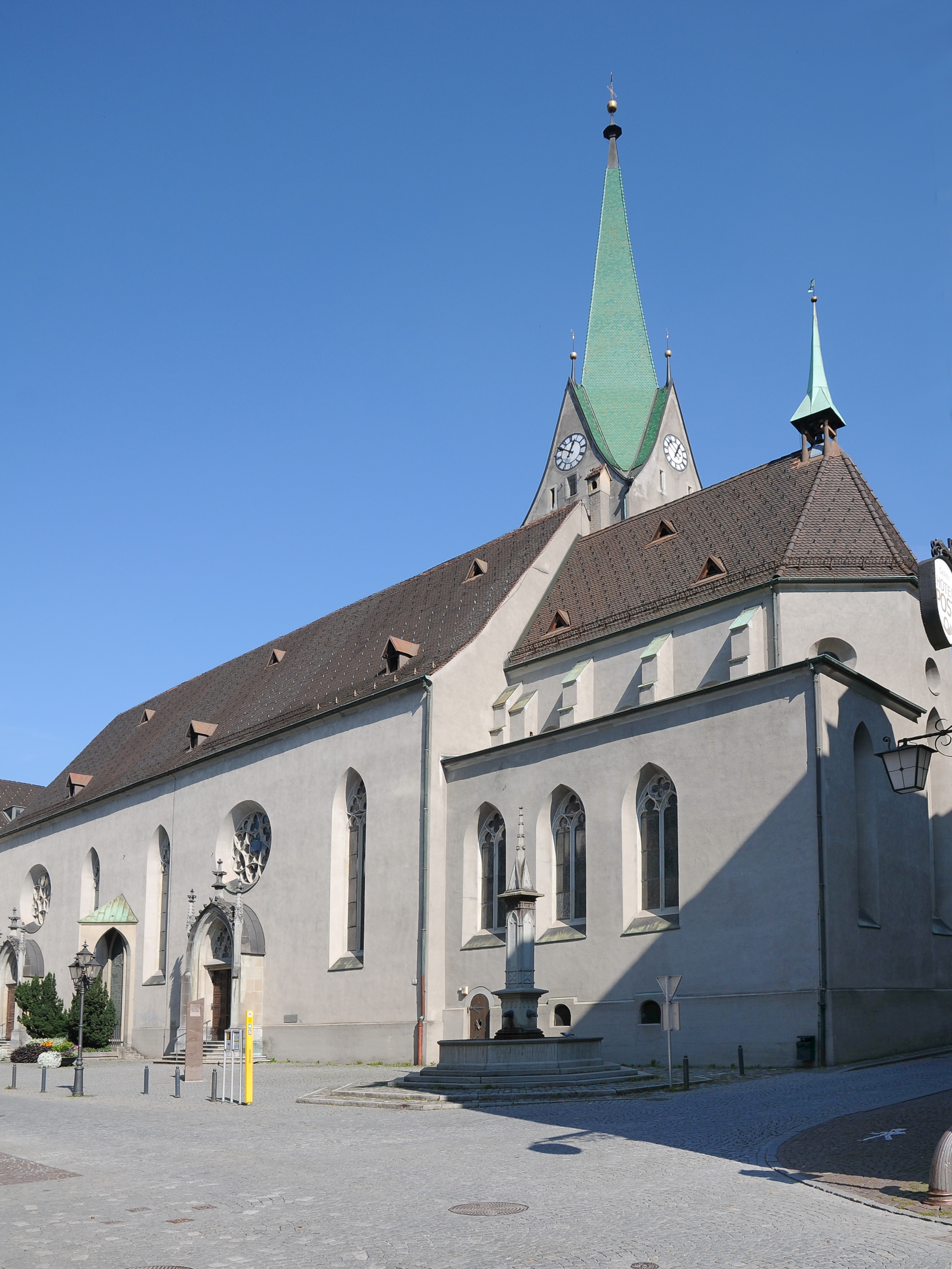
Dompfarrkirche St. Nikolaus

Die  Diözese Feldkirch (lateinisch Dioecesis Campitemplensis) ist eine römisch-katholische Diözese in Österreich, die für das Bundesland Vorarlberg zuständig ist (mit Ausnahme des Gebiets der Territorialabtei Wettingen-Mehrerau). Sie hat ihren Sitz in Feldkirch und gehört zur Kirchenprovinz Salzburg.

## Geschichte

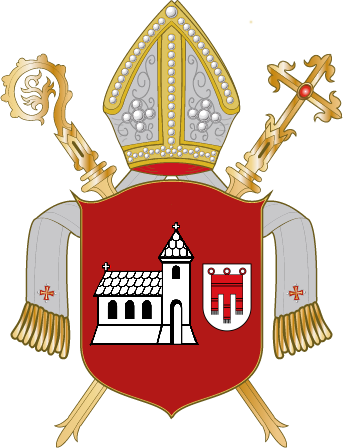
Diözesanwappen

Das Land Vorarlberg gehörte ursprünglich im Süden zum Bistum Chur, im Norden zum Bistum Konstanz und im Nordosten zum Bistum Augsburg.
Kaiser Joseph II. versuchte erfolglos, den Einfluss der nicht-habsburgischen Diözesen auszuschalten. Erst 1816 mussten das Bistum Chur und 1819 das Bistum Konstanz ihre Anteile an das Bistum Brixen abtreten. In Vorarlberg wurde nur ein Generalvikariat mit dem Sitz in Feldkirch errichtet, die Generalvikare waren auch Weihbischöfe.
Da nach dem Ersten Weltkrieg das in Südtirol liegende Brixen zu Italien kam, wurden 1921 die in Österreich gelegenen Gebiete des Bistums Brixen in eine eigene Apostolische Administratur Innsbruck-Feldkirch (zuerst Feldkirch-Innsbruck) überführt, die ab 1925 direkt dem Heiligen Stuhl unterstellt war.
Am 6. August 1964 unterzeichnete Papst Paul VI. in seiner Sommerresidenz in Castel Gandolfo drei Bullen:
1. Die Bulle „Quo aptius“, die verfügte, dass jene Gebiete der Erzdiözese Trient, die in der Provinz Bozen (Südtirol) lagen, der Diözese Brixen angeschlossen werden sollten, fortan Diözese „Bozen-Brixen“
2. Die Bulle „Tridentinae Ecclesiae“, welche die neue Kirchenprovinz einrichtete und diese dem Erzbistum Trient zuordnete.
3. Die Bulle „Sedis Apostolicae“ hingegen war die Grundlage für die Erhebung der Apostolischen Administratur Innsbruck-Feldkirch zur selbstständigen Diözese Innsbruck, der anfangs auch das Gebiet von Vorarlberg unterstellt war.

Am 8. Dezember 1968 schließlich errichtete Paul VI. mit der Bulle Christi caritas die Diözese Feldkirch. Dem vorausgegangen war eine staatsvertragliche Regelung. Die feierliche Proklamation erfolgte am 14. Dezember 1968. Bruno Wechner wurde der erste Feldkircher Diözesanbischof.

## Dekanate
- Dekanat Bludenz-Sonnenberg
- Dekanat Bregenz
- Dekanat Dornbirn
- Dekanat Feldkirch
- Dekanat Hinterwald
- Dekanat Montafon
- Dekanat Rankweil
- Dekanat Vorderwald-Kleinwalsertal
- Dekanat Walgau-Walsertal

## Arbeitsbereiche
Das Ehe- und Familienzentrum bietet Ehevorbereitung und Familienbegleitung, NER-Natürliche EmpfängnisRegelung, den Diözesanen Arbeitskreis für HomosexuellenPastoral, Gruppen für Alleinerziehende und Gigagampfa(r), den Bereich Jugend und Liebe Wolke 6 sowie allgemeine Ehe-, Familien- und Lebensberatung.
Die Stiftung plan:g der Diözese engagiert sich im Bereich der Entwicklungszusammenarbeit.

## Wirtschaftliche Gebarung
Laut der Medienstelle der Österreichischen Bischofskonferenz kommt die Diözese Feldkirch 2018 auf 31,4 Millionen Euro Einnahmen gegenüber 30,4 Millionen 2017, davon 25,4 Millionen aus dem Kirchenbeitrag gegenüber 24,6 Millionen 2017 mit einem positiven EGT von 1 Million gegenüber 0,2 Millionen 2017.